# Gus Halper
Gus Halper (New York City, 2 luglio 1992) è un attore statunitense.

## Biografia
Gus Halper è nato il 2 luglio 1992 a Manhattan, New York, figlio di Deann Simmons Halper.
Ha esordito come attore nel 2013 nel cortometraggio Rémy. Tra i film da lui interpretati sono da ricordare Dove eravamo rimasti (2015), Goat (2016), Maine (2018), Un uomo tranquillo (2019) e Holler (2020).
In televisione ha recitato in diverse serie televisive tra le quali Public Morals, Chicago P.D., Law & Order True Crime, Happy!, Madam Secretary, Jett - Professione ladra, Love Life e Fear the Walking Dead

## Filmografia

### Attore

#### Cinema
- Rémy, regia di Andreas Guzman - cortometraggio (2013)
- Dove eravamo rimasti (Ricki and the Flash), regia di Jonathan Demme (2015)
- Goat, regia di Andrew Neel (2016)
- Couch, regia di Michael Bernieri - cortometraggio (2016)
- Guy, regia di Joseph McNamara Hefner - cortometraggio (2017)
- Maine, regia di Matthew Brown (2018)
- Un uomo tranquillo (Cold Pursuit), regia di Hans Petter Moland (2019)
- Safe Space, regia di Annabelle Attanasio - cortometraggio (2019)
- Holler, regia di Nicole Riegel (2020)
- Winning Streak, regia di Matthew Van Gessel - cortometraggio (2020)
- Rustin, regia di George C. Wolfe (2023)

#### Televisione
- Galyntine, regia di Greg Nicotero – film TV (2014)
- Public Morals – serie TV, 4 episodi (2015)
- Kingmakers, regia di James Strong – film TV (2015)
- Power – serie TV, 3 episodi (2016)
- Chicago P.D. – serie TV, 1 episodio (2016)
- Mercy Street – serie TV, 1 episodio (2017)
- Law & Order True Crime – serie TV, 8 episodi (2017)
- Happy! – serie TV, 6 episodi (2017-2018)
- Madam Secretary – serie TV, 1 episodio (2018)
- Ramy – serie TV, 1 episodio (2019)
- Jett - Professione ladra (Jett) – serie TV, 5 episodi (2019)
- Dickinson – serie TV, 5 episodi (2019)
- Love Life – serie TV, 1 episodio (2020)
- Evil – serie TV, episodio 2x11 (2021)
- Fear the Walking Dead – serie TV, 2 episodi (2021)
- Law & Order: Organized Crime – serie TV, 5 episodi (2022)

### Produttore
•Ride the cyclone (off-broadway)
Guy, regia di Joseph McNamara Hefner - cortometraggio (2017)
- Today in New York, regia di Mike Labbadia – miniserie TV (2018)
- The Campaign, regia di Gus Halper e Mike Labbadia - cortometraggio (2019)
- Winning Streak, regia di Matthew Van Gessel -

cortometraggio (2020)

### Sceneggiatore
- Today in New York, regia di Mike Labbadia – miniserie TV (2018)
- The Campaign, regia di Gus Halper e Mike Labbadia - cortometraggio (2019)

### Regista
- The Campaign, regia di Gus Halper e Mike Labbadia - cortometraggio (2019)

## Doppiatori italiani
Nelle versioni in italiano delle opere in cui ha recitato, Gus Halper è stato doppiato da:
- Federico Viola in Goat e Happy!
- Massimo Triggiani in Un uomo tranquillo
- Riccardo Suarez in Law & Order True Crime
- Flavio Aquilone in Dickinson
- Luca Mannocci in Fear the Walking Dead
- Emanuele Ruzza in Rustin